# Sven Hjertsson
Sven Hjertsson, né le 7 mars 1924 et mort le 12 novembre 1999, est un footballeur international suédois. Il évoluait au poste de défenseur.

## Biographie

### En club
Sven Hjertsson est joueur du Malmö FF de 1942 à 1954,.
Il est sacré Champion de Suède à cinq reprises et remporte cinq Coupes nationales.

### En équipe nationale
International suédois, il reçoit 13 sélections en équipe de Suède entre 1949 et 1954, sans inscrire de but,.
Son premier match en sélection a lieu le 2 octobre 1949 contre la Finlande (victoire 8-1 à Malmö) dans le cadre du Championnat nordique.
Il fait partie du groupe suédois médaillé de bronze aux Jeux olympiques de 1952 mais ne dispute aucun match durant le tournoi.
Son dernier match en sélection a lieu le 19 mai 1954 contre les Pays-Bas (victoire 6-1 à Solna).

### Vie privée
Il est issu d'une fratrie de footballeurs : Arne Hjertsson (en) et Kjell Hjertsson (en) ont aussi évolué sous les couleurs de Malmö FF.

## Palmarès
| Malmö FF - Championnat de Suède (5) : - Champion : 1943-44, 1948-49, 1949-50, 1950-51 et 1952-53. - Coupe de Suède (5) : - Champion : 1944-45, 1946-47, 1947-48, 1951-52 et 1953-54. |  | Suède - Jeux olympiques : - Bronze : 1952. - Championnat nordique (2) : - Vainqueur : 1948 – 1951 et 1952 – 1955. |